# Congolacerta vauereselli
Espèce
Synonymes
- Lacerta vauereselli Tornier, 1902
- Algiroides boulengeri Peracca, 1917

Statut de conservation UICN

 LC  : Préoccupation mineure
Congolacerta vauereselli est une espèce de sauriens de la famille des Lacertidae.

## Répartition
Cette espèce se rencontre dans l'ouest de la Tanzanie, dans l'Ouest de l'Ouganda, au Burundi, au Rwanda et dans l'est du Congo-Kinshasa.

## Publication originale
- Tornier, 1902 : Herpetologisch Neues aus Deutsch-Ostafrika. Zoologischer Anzeiger, vol. 25, p. 700-704 (texte intégral).